# Clark (musicista)
Clark, pseudonimo di Christopher Stephen Clark (St Albans, 29 agosto 1979), è un musicista e produttore discografico inglese.
Artista di musica elettronica attivo anche come remixer dal 2000, pubblica per la Warp Records.

## Discografia
Come Chris Clark
- Clarence Park (2001)
- Ceramics Is the Bomb (EP, 2003)
- Empty the Bones of You (2003)

Come Clark
- Throttle Furniture (EP, 2006)
- Body Riddle (2006)
- Throttle Promoter (EP, 2007)
- Turning Dragon (2008)
- Growls Garden (EP, 2009)
- Totems Flare (2009)
- Willenhall / Baskerville Grinch (split con Bibio)
- Iradelphic (2012)
- Fantasm Planes (EP, 2012)
- Feast / Beast (2013)

- Clark (2014)
- Flame Rave (EP, 2015)
- The Last Panthers (2016)
- Death Peak (2017)
- Kiri Variations (2019)
- Daniel Isn't Real (2019)
- Playground in a Lake (2021)
- 05-10 (2022)
- Sus Dog (2023)
- Cave Dog (2023)
- In Camera (2024)